# Gonzalo Verdú
Gonzalo Verdú (Cartagena, 1988. október 21. –) spanyol labdarúgó, az Elche hátvédje és csapatkapitánya.

## Pályafutása
Verdú a spanyolországi Cartagena városában született. Az ifjúsági pályafutását a La Manga és a Pozo Estrecho csapatában kezdte, majd a Cartagena akadémiájánál folytatta.
2007-ben mutatkozott be a Cartagena tartalékkeretében. 2008 és 2017 között több klubnál is szerepelt, játszott például a Pinatar, a Novelda, az Albacete, az Orihuela, a Guadalajara és a Cartagena csapataiban is. 2017. július 1-jén szerződést kötött a harmadosztályban szereplő Elche együttesével. A 2017–18-as szezonban a másodosztályba, míg a 2019–20-as szezonban az első osztályba is feljutottak. Először a 2020. szeptember 26-ai, Real Sociedad ellen 3–0-ra elvesztett mérkőzésen lépett pályára. Első ligagólját 2022. október 23-án, az Espanyol ellen idegenben 2–2-es döntetlennel zárult találkozón szerezte meg.

## Statisztikák
2023. április 29. szerint
| Klub     | Szezon   | Osztály            | Bajnokság | Bajnokság | Kupa és Ligakupa | Kupa és Ligakupa | Nemzetközi | Nemzetközi | Összesen | Összesen |
| Klub     | Szezon   | Osztály            | Meccs     | Gól       | Meccs            | Gól              | Meccs      | Gól        | Meccs    | Gól      |
| -------- | -------- | ------------------ | --------- | --------- | ---------------- | ---------------- | ---------- | ---------- | -------- | -------- |
| Elche    | 2017–18  | Segunda División B | 37        | 5         | 3                | 1                | —          | —          | 40       | 6        |
| Elche    | 2018–19  | Segunda División   | 37        | 2         | 0                | 0                | —          | —          | 37       | 2        |
| Elche    | 2019–20  | Segunda División   | 40        | 3         | 0                | 0                | —          | —          | 40       | 3        |
| Elche    | 2020–21  | La Liga            | 33        | 0         | 0                | 0                | —          | —          | 33       | 0        |
| Elche    | 2021–22  | La Liga            | 19        | 0         | 4                | 1                | —          | —          | 23       | 1        |
| Elche    | 2022–23  | La Liga            | 14        | 1         | 2                | 0                | —          | —          | 16       | 1        |
| Összesen | Összesen | Összesen           | 180       | 11        | 9                | 2                | 0          | 0          | 189      | 13       |

## Sikerei, díjai
Elche
- Segunda División B
  - Feljutó (1): 2017–18

- Segunda División
  - Feljutó (1): 2019–20